# Церква Зачаття праведною Анною Пресвятої Богородиці (Мартишківці)
Церква Зачаття праведною Анною Пресвятої Богородиці в Мартишківцях — парафія і храм Лановецького благочиння Тернопільської єпархії Православної церкви України в селі Мартишківці Кременецького району Тернопільської области.

## Історія церкви
За переказами, в давнину в селі стояла дерев'яна капличка, яка заважала атеїстам. Колишній настоятель о. Григорій Хом'як згадує, як її перевезли на санях на околицю, а потім встановили на кладовищі. На місці, де вона стояла, зараз знаходиться кам'яний хрест, де щороку проводять молебні.
Завдяки спільним зусиллям селян на місці старенької дерев'яної каплички збудували новий храм. Значну допомогу надали керівник агрофірми ім. Шевченка Микола Богатюк, а також місцеві майстри: Микола Гнатюк, Степан Богатюк, Нестор Гетьман, Федір Ковальчук, Петро Федчук, Василь Поліщук, Михайло та Євген Лащенки, Володимир Басистюк та інші.
У 1998 році храм було відкрито та освячено єпископом Тернопільським і Кременецьким Іовом, благочинним Григорієм Хом'яком і священником Олегом Каськівим на честь Зачаття праведною Анною Пресвятої Богородиці.
У Мартишківцях біля садиби Марії Недоліз є фігура Святої Анни. Колись тут був ансамбль фігур святих, але з часом збереглася лише одна. Нині біля неї відправляють молебні.

## Парохи
- о. Григорій Хом'як,
- о. Олег Каськів.